# Проктер, Брайан Уоллер
Брайан Уоллер Проктер (англ. Bryan Waller Procter; 1787—1874) — английский поэт и драматург, более известный под псевдонимом Барри Корнуолл (англ. Barry Cornwall).

## Биография и творчество
Брайан Уоллер Проктер родился 21 ноября 1787 года в городе Лидсе (графство Йоркшир) в семье мелкого фермера. Начальное образование получил в частной школе Хэрроу в Лондоне.
Работал адвокатом в Calne, а затем около тридцати лет заведовал «домом для умалишённых».
Внимание к своему творчеству привлёк написанием «Dramatic scenes and other poems» (1815—1819); в которых сделал довольно успешную попытку ввести естественную разговорную речь. Его трагедия «Mirandola» шла в Великобритании с большим успехом.
В 1832 году был издан томик его «Английских песен» (англ. «English Songs»); некоторые из которых стали по настоящему народными.
Также перу Проктера принадлежат критико-биографические очерки о Уильяме Шекспире, Бене Джонсоне и Кине. Собрание этих очерков было издано под заглавием «Essays and tales in Prose» в 1851 году.
В конце XIX — начале XX века на страницах Энциклопедического словаря Брокгауза и Ефрона давалась следующая оценка творчеству Проктера: 
«Поэтический талант П., не отличаясь яркой оригинальностью, весьма замечателен по задушевности и искренности. В его лирике, так же как в драме, отражаются разнообразные литературные течения, настроения и формы, менявшиеся в Англии в конце XVIII и в течение первой половины XIX века».
Многие стихотворения Проктера были переведены на русский язык писателями А. К. Михайловым-Шеллером, Д. Д. Минаевым, а стихотворение под названием «Пью за здравие Мери» перевёл сам А. С. Пушкин.
Брайан Уоллер Проктер скончался 5 октября 1874 года.

Его дочь Аделаида Анна Проктер (англ. Adelaide Anne Procter; 1825—1864) пошла по стопам отца и стала довольно популярной в Англии поэтессой (её «Legends and Lyrics» несколько раз переиздавались), хотя её труды охарактеризованы в «ЭСБЕ» гораздо менее восторженно, чем работы её отца: 
«Стихотворения П. выдаются простотой формы и чувств, хотя не отличаются высокими литературными достоинствами».

## Колыбельная
| The Mother's Last Song Sleep! - The ghostly winds are blowing! No moon abroad, no star is glowing; The river is deep, and the tide is flowing To the land where you and I are going! We are going afar, Beyond moon or star, To the land where the sinless angels are! I lost my heart to your heartless sire ('T was melted away by his looks of fire), Forgot my God, and my father's ire, All for the sake of a man's desire; But now we'll go Where the waters flow, And make us a bed where none shall know. The world is cruel, the world is untrue; Our foes are many, our friends are few; No work, no bread, however we sue! What is there left for me to do, But fly, - fly From the cruel sky, And hide in the deepest deeps, - and die? | Колыбельная Спи, детка! - Слышишь, как ветры жутки? За окном темнота - ни луны, ни звезды. А река глубока и течёт всё туда, В землю ту направляемся мы и куда! За луну и звезду, Полетим мы в тот край, Где одним лишь небесным ангелам рай! Твой жестокий отец забрал сердце моё (Его алчному взору уступило оно). Я забыла и Бога, и гнев отца моего, Одного только ради желания его. Но сейчас нам туда, Куда воды текут, Ляжем спать мы в постель вдалеке от всех тут. Этот мир так жесток, этот мир полон лжи, Наших недругов много, а друзей не найти. Ни работы, ни хлеба, сколько ты не проси! Что ж осталось мне делать? - Только просто лететь, От жестоких небес прочь скорее лететь, И в глубинах поглубже залечь, - и там что? Умереть? (Перевёл Сергей Осанкин) |  |